# Lê Chân (phường)
Phường Lê Chân là một phường thuộc thành phố Hải Phòng.

## Địa lý
Phường Lê Chân có vị trí địa lý:
- Phía bắc giáp phường Hồng Bàng.
- Phía nam giáp phường Hưng Đạo.
- Phía đông giáp phường Gia Viên.
- Phía tây giáp phường An Biên.

## Lịch sử
Địa giới phường Lê Chân trước đây phần lớn thuộc quận Lê Chân, thành phố Hải Phòng.
Ngày 16 tháng 6 năm 2025, Ủy ban Thường vụ Quốc hội bàn hành Nghị quyết sắp xếp các đơn vị hành chính cấp xã thuộc thành phố Hải Phòng năm 2025. Theo đó, sắp xếp toàn bộ diện tích tự nhiên, quy mô dân số của các phường Hàng Kênh, Dư Hàng Kênh, Kênh Dương, một phần diện tích tự nhiên, quy mô dân số của các phường An Biên, Trần Nguyên Hãn, Vĩnh Niệm, Cầu Đất, Lạch Tray thành phường mới có tên gọi là phường Lê Chân.
Căn cứ theo đề án sắp xếp đơn vị hành chính cấp xã của thành phố Hải Phòng năm 2025, phường Lê Chân được thành lập từ:
- Toàn bộ diện tích tự nhiên là 1,10 km² và quy mô dân số là 47.393 người của phường Hàng Kênh;
- Toàn bộ diện tích tự nhiên là 1,31 km², quy mô dân số là 31.411 người của phường Dư Hàng Kênh;
- Toàn bộ diện tích tự nhiên là 1,37 km² và quy mô dân số là 13.353 người của phường Kênh Dương;
- Một phần diện tích tự nhiên là 0,50 km², quy mô dân số là 24.702 người của phường An Biên;
- Một phần diện tích tự nhiên là 0,75 km², quy mô dân số là 34.772 người của phường Trần Nguyên Hãn;
- Một phần diện tích tự nhiên là 0,36 km², quy mô dân số là 2.500 người của phường Vĩnh Niệm;
- Một phần diện tích tự nhiên là 0,05 km², quy mô dân số là 3.200 người của phường Cầu Đất, quận Ngô Quyền;
- Một phần diện tích tự nhiên là 0,21 km², quy mô dân số là 3.720 người của phường Lạch Tray, quận Ngô Quyền.

Phường Lê Chân có diện tích tự nhiên là 5,65 km2 (đạt 102,77% so với quy định), quy mô dân số là 161.051 người (đạt 357,89 % so với quy định). Đây là đơn vị hành chính cấp xã có quy mô dân số lớn nhất của thành phố Hải Phòng.
Về tên gọi, phường Lê Chân kế thừa tên gọi của quận Lê Chân trước kia.